# Cairns Tennis International 2012
Il Cairns Tennis International 2012 (Australia F5 Futures 2012) è stato un torneo di tennis facente della categoria ITF Women's Circuit nell'ambito dell'ITF Women's Circuit 2012 e dell'ITF Men's Circuit nell'ambito dell'ITF Men's Circuit 2012. Sia il torneo maschile che quello femminile si sono giocati a Cairns in Australia dal 27 agosto al 2 settembre 2012 su campi in cemento.

## Campioni

### Singolare maschile
Luke Saville ha battuto in finale  Michael Look con il punteggio di 6–1, 7–6(3).

### Doppio maschile
Adam Feeney /  Nick Lindahl hanno battuto in finale  Jay Andrijic /  Andrew Whittington con il punteggio di 6–3, 7–5.

### Singolare femminile
Sacha Jones ha battuto in finale  Zhang Ling con il punteggio di 6–0, 6–2.

### Doppio femminile
Monique Adamczak /  Victoria Larrière hanno battuto in finale  Tyra Calderwood /  Tammi Patterson con il punteggio di 6–2, 1–6, [10–5].